# Мітрідат II Кійський
Мітрідат II Кійський (дав.-гр. Mιθριδάτης; бл. 386—302 рр. до н. е.) — Перський сатрап, правитель міста Кія у Мізії у 337—302 р. до н. е. Син сатрапа Понтійської держави Аріобарзана II Кійського.

## Життєпис
Мітрідат II був сином або родичем Аріобарзана II і після нього в 337 році до н. е. став сатрапом Понту. Він був спадковим правителем міста Кія, що мало стратегічне розташування на початку затоки в Пропонтиді (Мармурове море), що називається затокою Кія, й контролювало шлях з Середземного у Чорне море. Історик Діодор писав, що Мітрідат II правил 35 років, що означає, що він був останнім сатрапом Понту був на службі Перської імперії, яка в 330-ті роки до н. е. припинила існування після завоювання Олександром Македонським.
Менш як три десятиліття правління Мітрідата були відзначені війнами діадохів, а потім навалою македонців. Він підкорився македонському Антигону Одноокому, який, щоб не дати йому приєднатися до Кассандра та його союзників, організував його вбивство в Кії.
Йому успадкував його син Мітрідат I Понтійський, який став фундатором Понтійської держави.